# Amsterdams växelbank
Amsterdams växelbank (nederländska: Amsterdamsche Wisselbank) var en tidig kommersiell bank, som staden Amsterdam gick i god för. Banken etablerades 1609 och var en föregångare till den första centralbanken.